# برتا زاهورک
برتا زاهورک (انگلیسی: Berta Zahourek; ۳ ژانویهٔ ۱۸۹۶ – ۱۴ ژوئن ۱۹۶۷) شناگر اهل اتریش بود.